# Rozrząd tłokowy
Rozrząd tłokowy w postaci klasycznej to forma układu rozrządu silnika dwusuwowego w którym tłok podczas swego ruchu zasłania i odsłania okna na obwodzie  cylindra i którymi jest dokonywane:
- napełnienie skrzyni korbowej mieszanką
- przepłukanie cylindra
- wydech spalin.

Rozrząd tłokowy w tej postaci charakteryzuje się symetrią rozrządu, tzn. zamknięcie okna i jego otwarcie odbywa się w tym samym przedziale kąta – odpowiednio identycznego przed i za GMP.  Jest to jego poważna wada. Z uwagi na wykorzystywanie skrzyni korbowej do przepływu ładunku – ta forma rozrządu może być zastosowana jedynie w iskrowych silnikach dwusuwowych ze smarowaniem mieszankowym. Częściowe usunięcie wad rozrządu tłokowego można uzyskać poprzez zastosowanie przepustnicy obrotowej.
Rozrząd tłokowy może być też zrealizowany w dwusuwowym silniku wysokoprężnym, jednak konieczne staje się zastosowanie dmuchawy (lub turbodmuchawy, która podając sprężone powietrze płucze cylinder ze spalin. Obecnie konstruwane silniki wysokoprężne pracujące w układzie dwusuwowym to niemal wyłącznie silniki o mieszanym rozrządzie tłokowo-zaworowym (zawory wydechowe) – np. polski silnik D55, czy Silnik wysokoprężny Wärtsilä/Sulzer 14RT-flex96C.

## Zalety
Zalety wynikają z przyjętych cech konstrukcyjnych i składają się na nie:
- Prostota budowy
- Praktyczna bezobsługowość
- Bezkolizyjność (np. nie ma możliwości uderzenia tłoka w otwarty zawór  po awarii układu rozrządu).

## Wady
Wady wynikają z przyjętych cech konstrukcyjnych z których najważniejsze to:
- Symetria rozrządu
- Konieczność smarowania mieszankowego (kwestie ekologiczne i duże zużycie oleju silnikowego)
- Nieuniknione straty mieszanki (zwiększone zużycie paliwa)

W silniku wysokoprężnym do wad należy:
- Problem z dokładnym przepłukaniem cylindra ze spalin (tzw. przepłukanie poprzeczne)
- Konieczność zastosowania dmuchawy celem przepłukania cylindra.

Wady rozrządu tłokowego można zmniejszyć, jednakże zatraca się zasadniczą zaletę tego rozwiązania czyli prostotę konstrukcji. W silniku iskrowym poprawę napełniania można uzyskać przez przepustnicę obrotową (np. silniki P63 z samochodu Trabant). W silniku wysokoprężnym zastosowano zawory wydechowe i tzw. przepłukanie wzdłużne (np. silnik 14D40).
W dobie czasów współczesnych rozrząd tłokowy spotykany jest praktycznie tylko w małych silnikach dwusuwowych do napędu motorowerów, skuterów itp, a w wersji rozbudowanej o zawory wydechowe – do dużych (moce rzędu co najmniej kilku tysięcy KM) silników wysokoprężnych dwusuwowych. Rozrządu tłokowego nie należy mylić z rozrządem tulejowym, który jest stosowany wyłącznie w silniku o obiegu czterosuwowym.